# Vepříkov
Vepříkov (en allemand : Wepschikau) est une commune du district de Havlíčkův Brod, dans la région de Vysočina, en République tchèque. Sa population s'élevait à 323 habitants en 2020.

## Géographie
Vepříkov se trouve à 8 km à l'ouest-nord-ouest de Chotěboř, à 16 km au nord de Havlíčkův Brod, à 39 km au nord de Jihlava et à 90 km à l'est-sud-est de Prague.
La commune est limitée par Rybníček et Leškovice au nord, par Uhelná Příbram et Nejepín à l'est, par Jilem et Sedletín au sud, par Kámen au sud-ouest et par Habry à l'ouest.

## Histoire
La première mention écrite de la localité date de 1542.

## Administration
La commune se compose de deux quartiers :
- Vepříkov
- Miřátky